# Mlékojedy
Mlékojedy (do roku 1946 Německé Mlékojedy, německy Deutsch Mlikojed) jsou obec v okrese Litoměřice v Ústeckém kraji. Žije v ní 233 obyvatel. Vesnice leží na levém břehu Labe, směrem po proudu naproti Litoměřicím.

## Historie
První písemná zmínka o vesnici pochází z roku 1352. Do roku 1946 nesla obec název Německé Mlékojedy.

## Obyvatelstvo
|           | 1869 | 1880 | 1890 | 1900 | 1910 | 1921 | 1930 | 1950 | 1961 | 1970 | 1980 | 1991 | 2001 | 2011 |
| --------- | ---- | ---- | ---- | ---- | ---- | ---- | ---- | ---- | ---- | ---- | ---- | ---- | ---- | ---- |
| Obyvatelé | 348  | 393  | 409  | 458  | 461  | 450  | 474  | 300  | 284  | 267  | 228  | 161  | 183  | 214  |
| Domy      | 60   | 69   | 67   | 75   | 69   | 75   | 71   | 62   | 65   | 65   | 66   | 73   | 70   | 74   |

## Pamětihodnosti
- Kostel svatého Martina, v jádru gotický ze čtrnáctého století (roku 1384 se připomíná jako farní), barokně přestavěn roku 1776
- Fara
- Sýpka v severozápadním rohu návsi
- Socha svatého Floriána z roku 1707 u domu čp. 3 (naproti sýpce)
- Kříž z konce sedmnáctého století při silnici na západním konci obce
- Kříž při silnici na východním konci obce
- Most Františka Chábery západně od centra obce směrem na Lovosice

## Fotogalerie

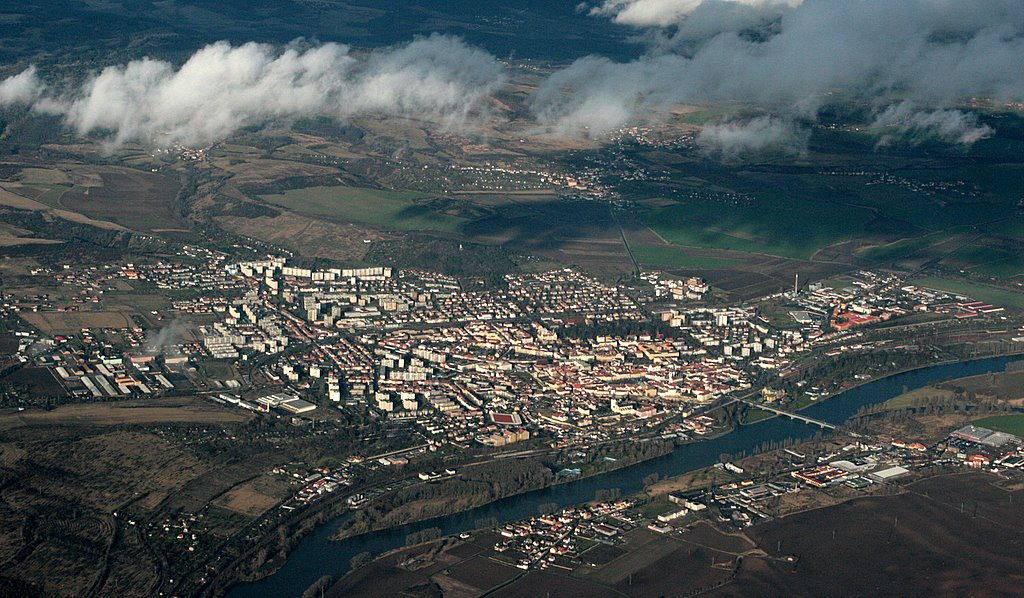
Letecký pohled na Litoměřice a Mlékojedy (v popředí)
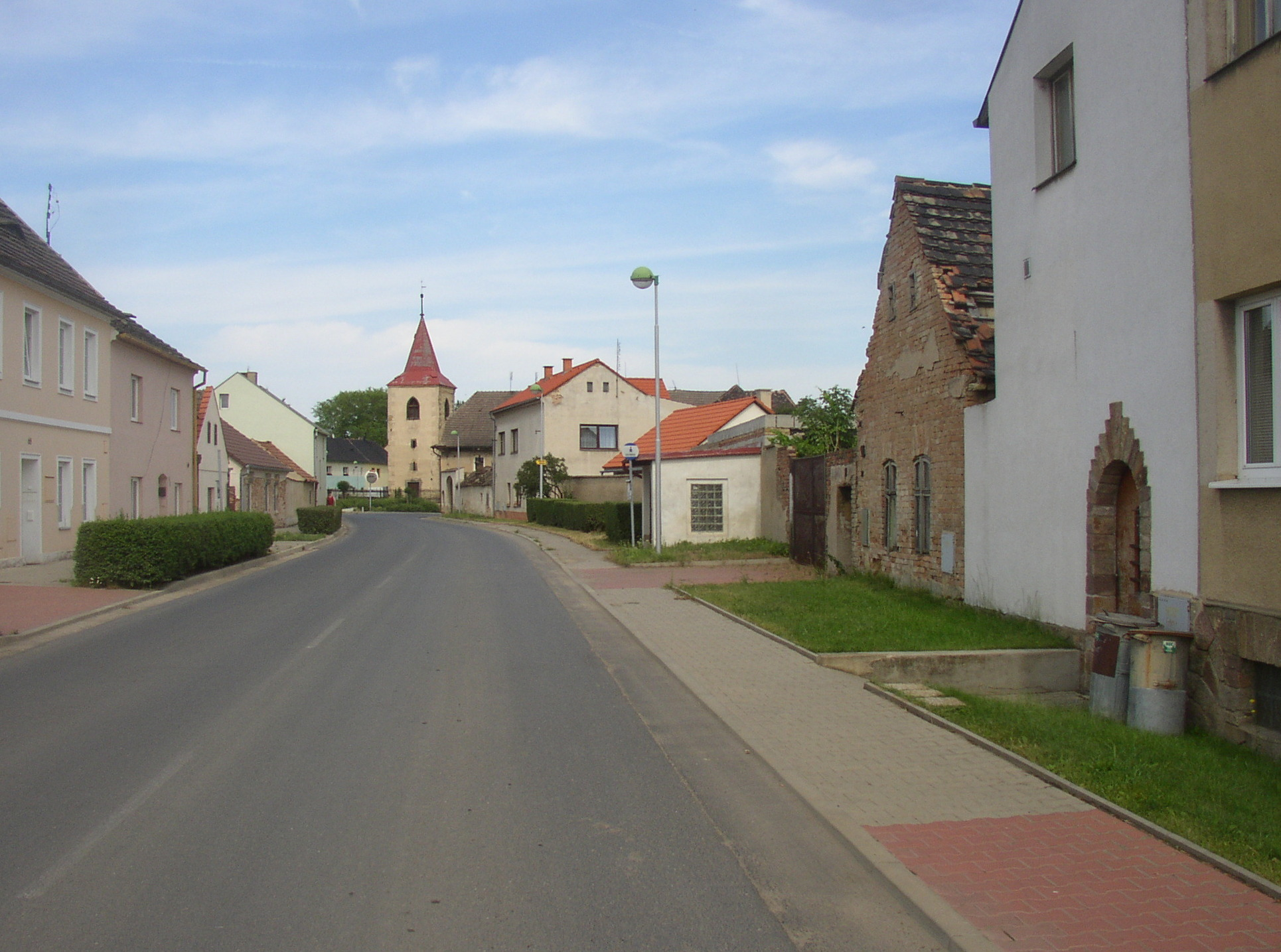
Průhled hlavní ulicí od západu k návsi
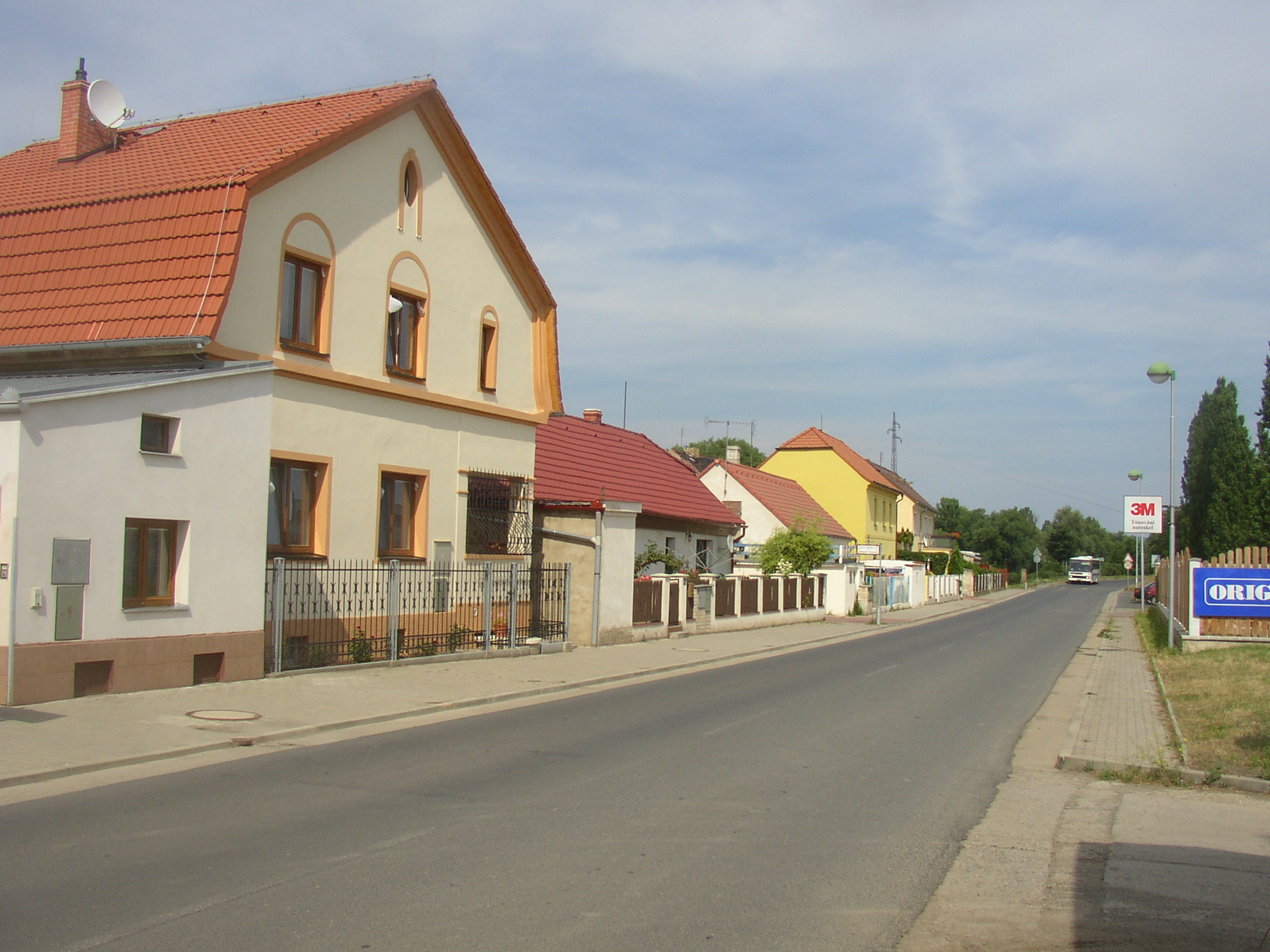
Hlavní ulice při východním konci obce
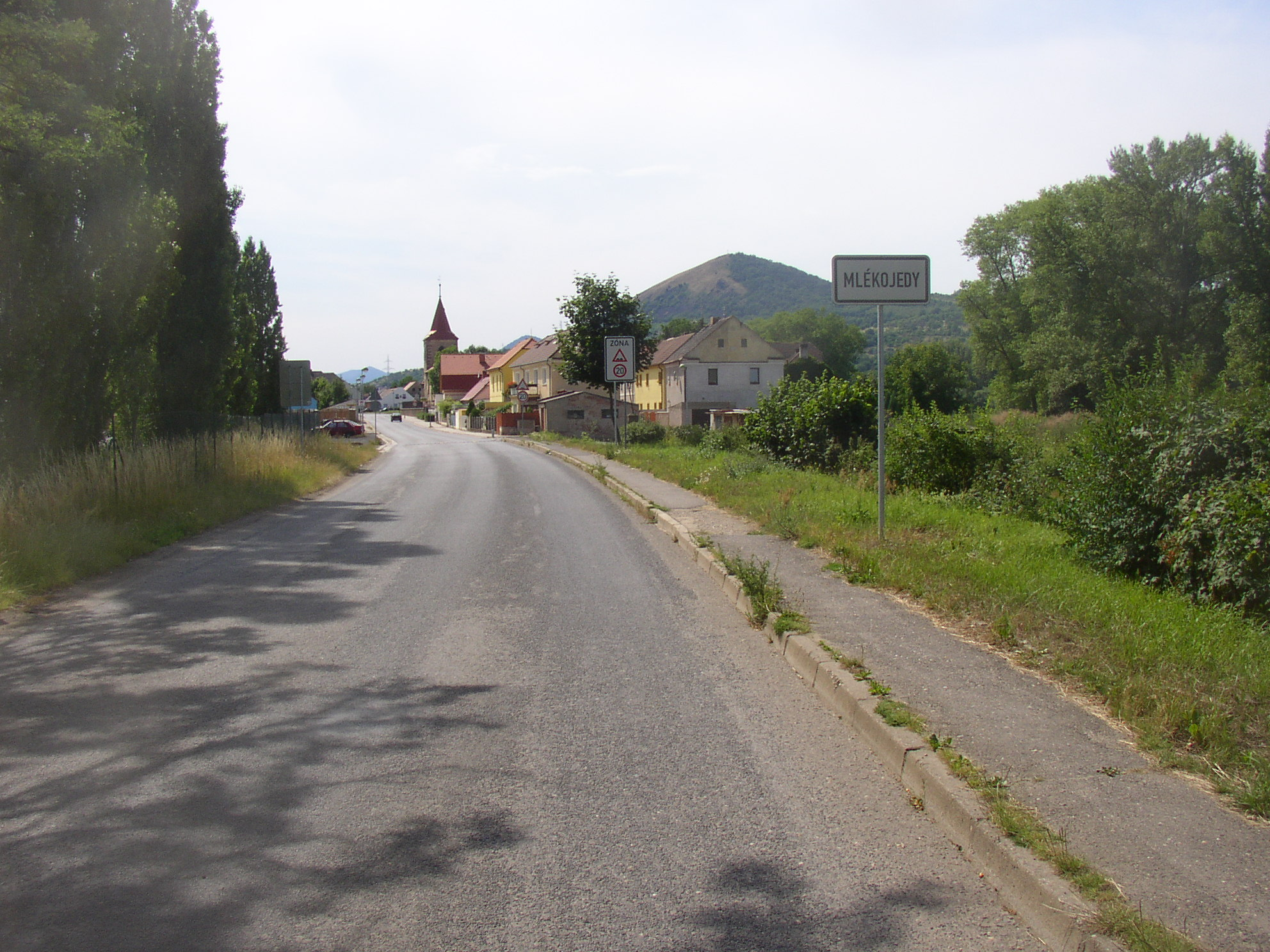
Mlékojedy od východu, v pozadí na druhé straně Labe vrch Radobýl
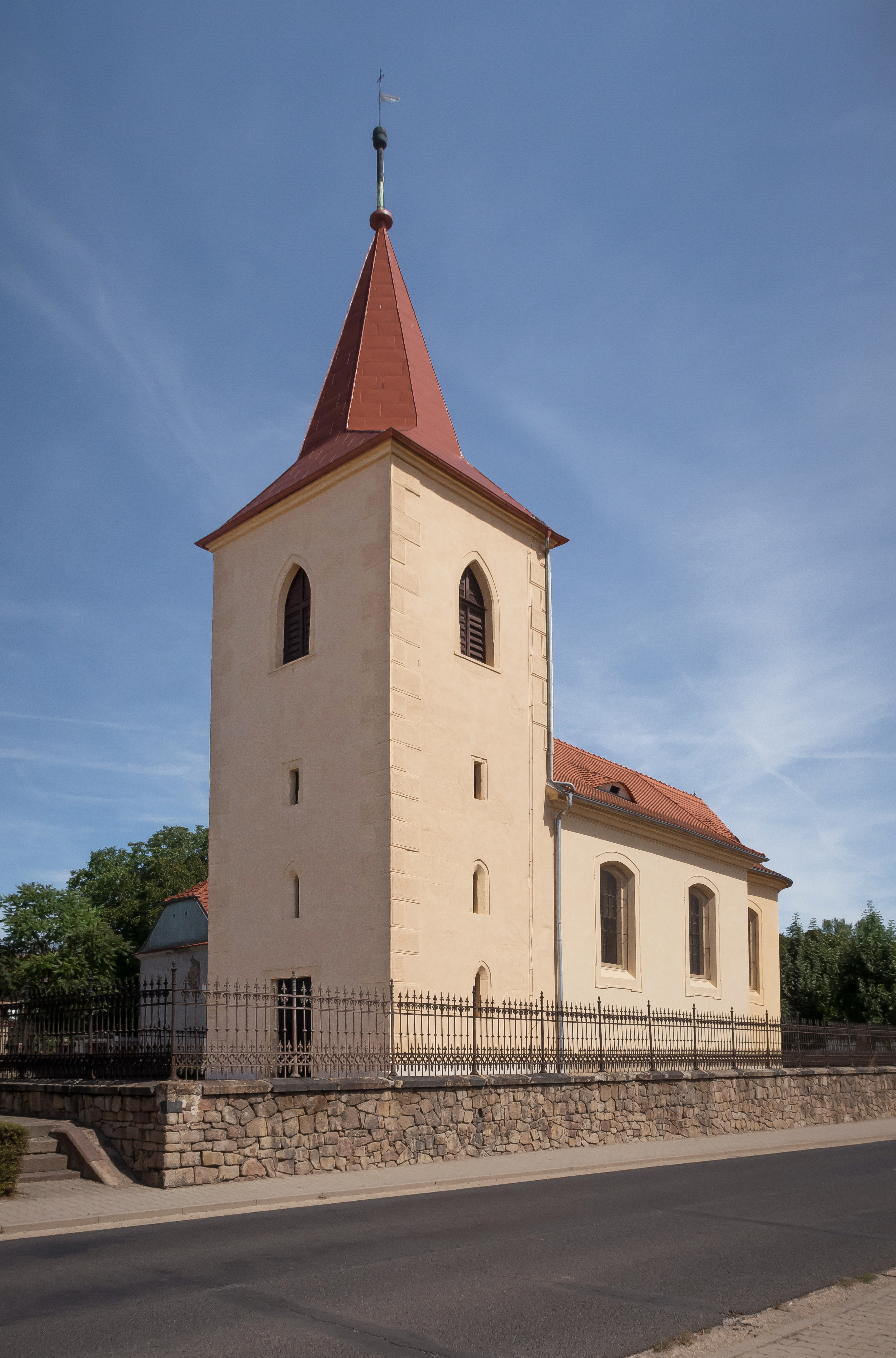
Kostel sv. Martina
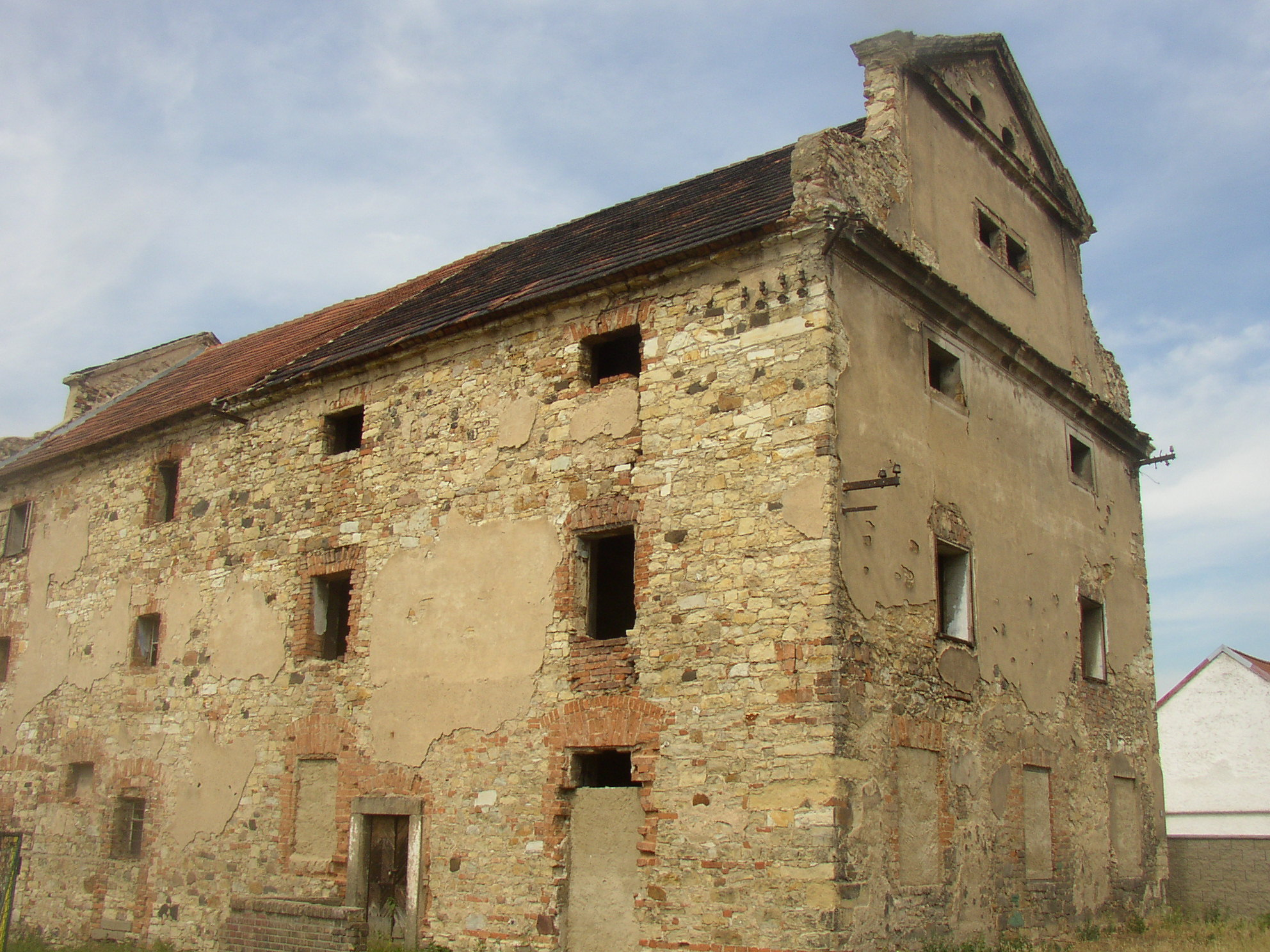
Zchátralá sýpka
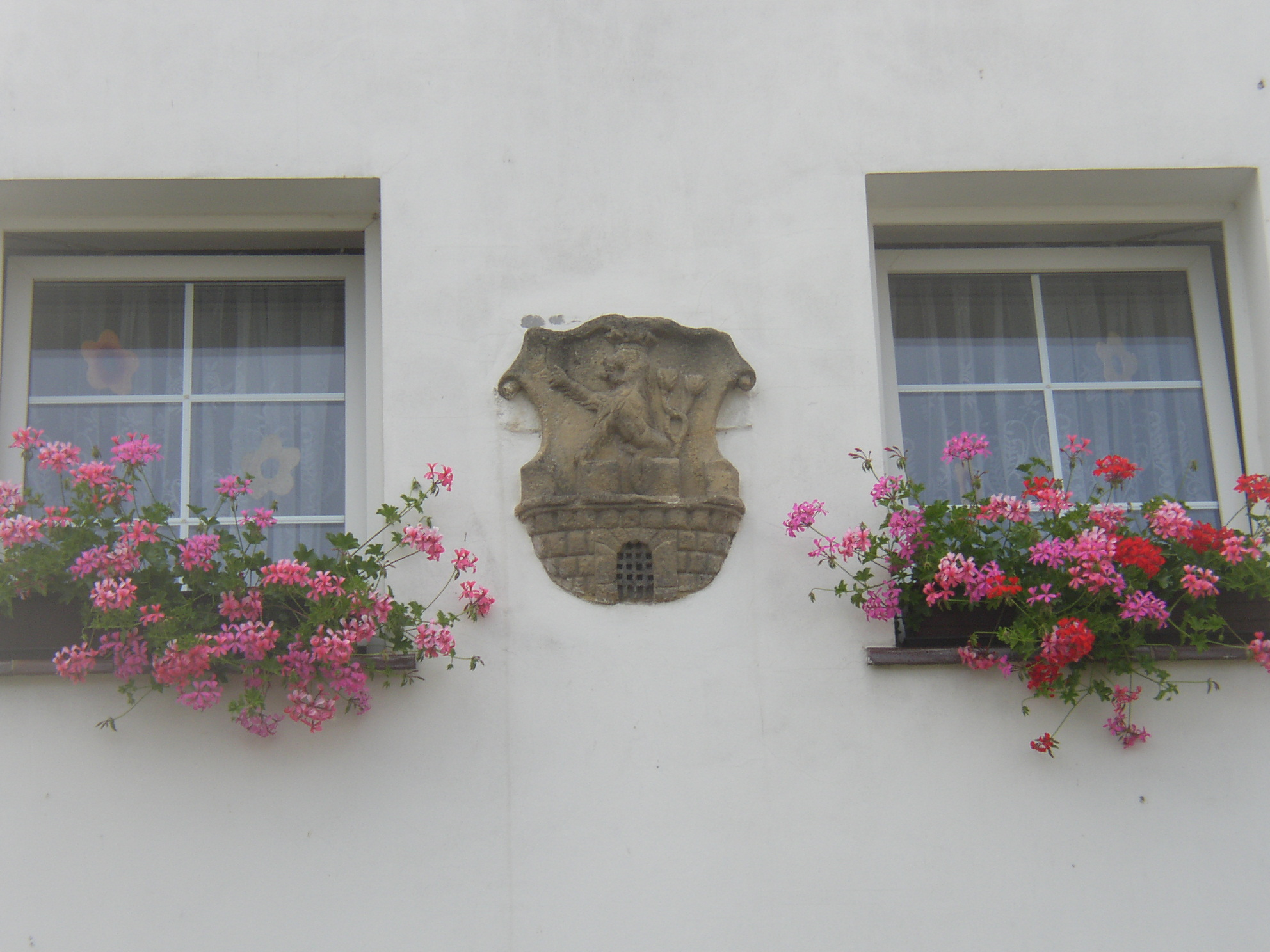
Barokní znak města Litoměřic na domě č. p. 3
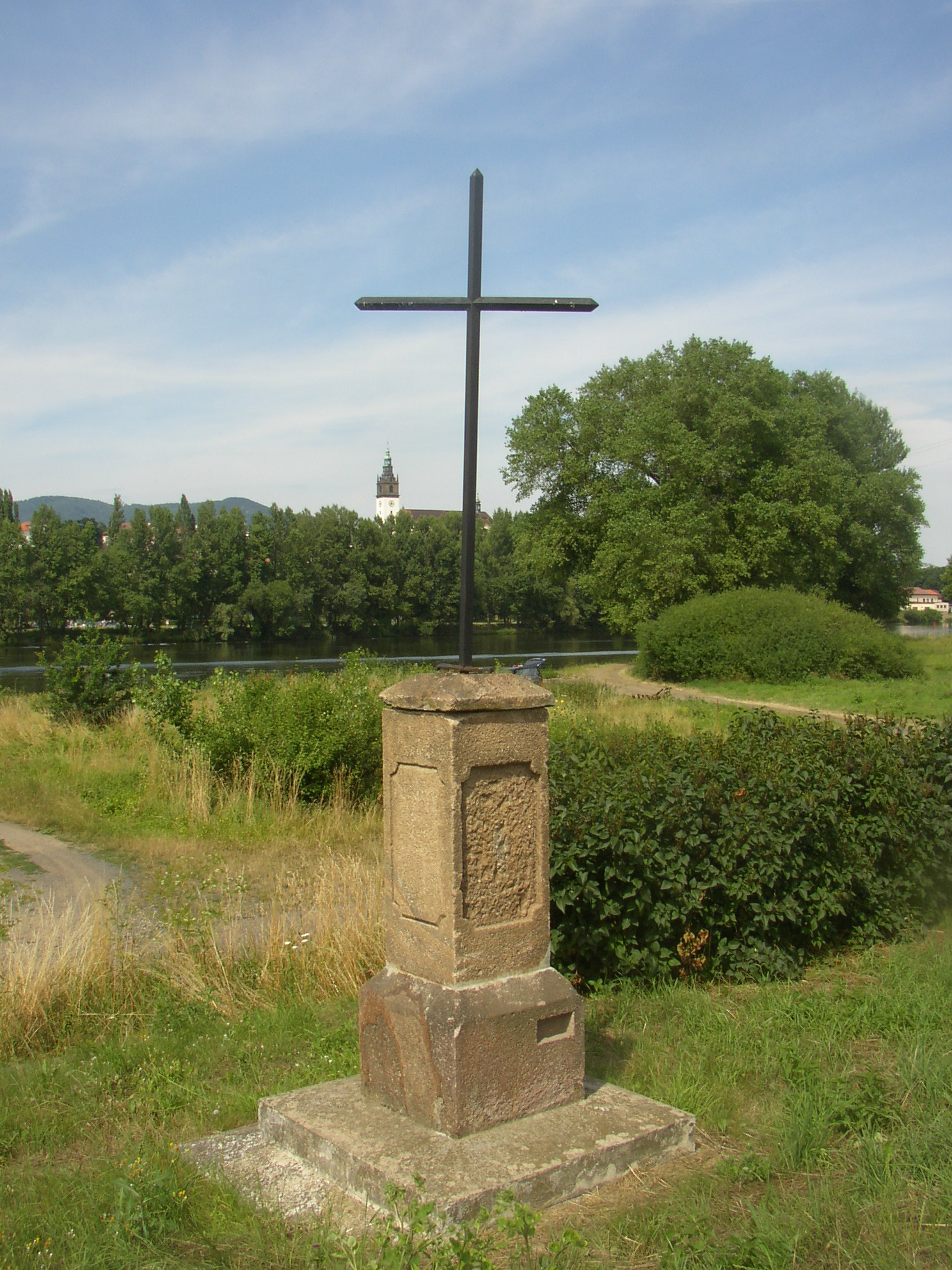
Křížek na východním konci obce